# Palmarès dell'Everton Football Club
L'Everton Football Club, meglio noto come Everton (IPA: /ˈɛvərtən/), è un club calcistico inglese di Liverpool.
Nato nel 1878, è il club più antico della città ed è tra i fondatori della Football League (1888); vanta un primato di 119 stagioni nel massimo campionato inglese (Football League fino al 1992 e, da allora, Premier League) su 123 edizioni, che ha vinto nove volte (l'ultima nel 1987); vanta inoltre la vittoria in cinque  FA Cup, nove Charity Shield e, fuori dai confini nazionali, nella Coppa delle Coppe 1984-1985.

## Competizioni nazionali

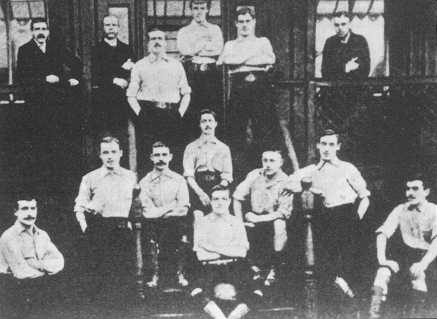
L'Everton Campione d'Inghilterra nel 1890-1891

25 trofei
- Campionato inglese: 9

1890-1891, 1914-1915, 1927-1928, 1931-1932, 1938-1939, 1962-1963, 1969-1970, 1984-1985, 1986-1987
- Coppa d'Inghilterra: 5

1905-1906, 1932-1933, 1965-1966, 1983-1984, 1994-1995
- Charity Shield: 9

1928, 1932, 1963, 1970, 1984, 1985, 1986, 1987, 1995
- Campionato inglese di seconda divisione: 1

1930-1931

## Competizioni internazionali
1 trofeo
- Coppa delle Coppe: 1

1984-1985

## Competizioni regionali
- Liverpool Seniors Cup: 45

1884, 1886, 1887, 1890, 1891, 1892, 1894, 1895, 1896, 1898, 1899, 1900, 1904, 1906, 1908, 1910, 1911, 1912, 1914, 1919, 1921, 1922, 1923, 1924, 1926, 1928, 1934, 1936, 1938, 1940, 1945, 1953, 1954, 1956, 1957, 1958, 1959, 1960, 1961, 1982, 1983, 1996, 2003, 2005, 2007

## Competizioni giovanili
- FA Youth Cup: 3

1964-1965, 1983-1984, 1997-1998
- Milk Cup: 6

1995 (Under-14), 2002 (Under-14), 2008 (Under-14), 2009 (Under-14), 2011 (Under-14), 2013 (Under-14)

## Altri piazzamenti
- Campionato inglese:

Secondo posto: 1889-1890, 1894-1895, 1901-1902, 1904-1905, 1908-1909, 1911-1912, 1985-1986
Terzo posto: 1892-1893, 1895-1896, 1903-1904, 1906-1907, 1963-1964, 1968-1969, 1977-1978
- Coppa d'Inghilterra:

Finalista: 1892-1893, 1896-1897, 1906-1907, 1967-1968, 1984-1985, 1985-1986, 1988-1989, 2008-2009
Semifinalista: 1897-1898, 1904-1905, 1909-1910, 1914-1915, 1930-1931, 1949-1950, 1952-1953, 1968-1969, 1970-1971, 1976-1977, 1979-1980, 2011-2012, 2015-2016
- Coppa di Lega inglese:

Finalista: 1976-1977, 1983-1984
Semifinalista: 1987-1988, 2007-2008, 2015-2016
- Community Shield:

Finalista: 1933, 1966
- Second Division:

Secondo posto: 1953-1954
- Full Members Cup:

Finalista: 1988-1989, 1990-1991
- Empire Exhibition Trophy:

Finalista: 1938
- British League Cup:

Semifinalista: 1902

## Altri riconoscimenti
- World Soccer Magazine Squadra dell'anno: 1

1985
- Giocatore dell'anno della PFA: 2

Peter Reid (1985); Gary Lineker (1986)
- Giocatore dell'anno della FWA: 2

Neville Southall (1985); Gary Lineker (1986)